# 1970 en Ontario
Chronologie de l'Ontario
- 1966
- 1967
- 1968
- 1969
- 1970
- 1971
- 1972
- 1973
- 1974

Cette page concerne des événements d'actualité qui se sont produits durant l'année 1970 dans la province canadienne de l'Ontario.

## Politique
- Premier ministre :  John Robarts du parti progressiste-conservateur de l'Ontario.
- Chef de l'Opposition :
- Lieutenant-gouverneur :
- Législature :

## Événements
- 20 août : Tornade de Sudbury

## Décès
- 29 janvier : Lawren Harris, peintre (° 23 octobre 1885).
- 23 mars : Del Lord, acteur, réalisateur, producteur et scénariste (° 7 octobre 1894).
- 12 juin : John Keiller MacKay (en), 19e lieutenant-gouverneur de l'Ontario (° 11 juillet 1888).
- 22 juin : William Melville Martin, premier ministre de la Saskatchewan (° 23 août 1876).